# Langues de l'intérieur du golfe
Les langues de l'intérieur du golfe sont une famille de langues papoues parlées en Papouasie-Nouvelle-Guinée.

## Classification
Les langues de l'intérieur du golfe font partie des familles possiblement rattachées, selon Malcolm Ross, à la famille hypothétique des langues de Trans-Nouvelle Guinée. Haspelmath, Hammarström, Forkel et Bank estiment que les preuves sont trop ténues pour confirmer ce lien. L'inclusion de l'ipiko, une langue éloignée géographiquement, dans les langues de l'intérieur du golfe a été établie au début des années 1970 par Karl J. Franklin.

## Liste des langues
Les langues de l'intérieur du golfe sont :
- ipiko
- groupe nucléaire de l'intérieur du golfe de Papua
  - langues foiafoianes 
    - foia foia
    - hoia hoia
    - hoyahoya

  - karami
  - minanibai
  - mubami